# Petrocosmea cavaleriei
Petrocosmea cavaleriei är en tvåhjärtbladig växtart som beskrevs av Augustin Abel Hector Léveillé. Petrocosmea cavaleriei ingår i släktet Petrocosmea och familjen Gesneriaceae. Inga underarter finns listade i Catalogue of Life.